# Клер Мор'є
Одетта-Мішель-Сюзанн Аґрамон (фр. Odette-Michelle-Suzanne Agramon; нар. 27 березня 1929, Сере, Франція), відома як Клер Мор'є (фр. Claire Maurier) — французька акторка.

## Життєпис
Розпочала акторську кар'єру з невеликих кіноролей наприкінці 1940-х років.
З 1960-х років Клер Мор'є практично всю свою увагу приділяє праці на телебаченні.
За свою кар'єру зіграла в понад 80-ти стрічках у кіно та на телебаченні.

## Фільмографія
| Рік  |   | Українська назва     | Оригінальна назва                   | Роль                 |
| ---- | - | -------------------- | ----------------------------------- | -------------------- |
| 2010 | ф | Чистий аркуш         | Lf tête en friche                   | Жаклін, мати Жермена |
| 2001 | ф | Амелі                | Le Fabuleux Destin d’Amélie Poulain | Сюзанна              |
| 1996 | ф | Сімейна атмосфера    | Un air de famille                   | мадам Менар, мати    |
| 1980 | ф | Клітка для диваків   | La Cage aux folles                  | Сімон Деблон         |
| 1980 | ф | Поганий син          | Un mauvais fils                     | Мадлен               |
| 1971 | с | Квентін Дорвард      | Quentin Durward                     | Маріон               |
| 1963 | ф | Кухарство на маслі   | La Cuisine au beurre                | Крістіана Коломбе    |
| 1965 | ф | Анжеліка у гніві     | Merveilleuse Angélique              | Нінон де Ланкло      |
| 1959 | ф | Чотириста ударів     | Les Quatre cent coups               | слідча               |
| 1958 | ф | Спиною до муру       | Le Dos au mur                       | Жіслен               |
| 1957 | ф | Парижанка            | Une parisienne                      | Кароліна Д'Ербле     |
| 1953 | ф | Краса Кадісу         | La Belle de Cadix                   | Олександрина Дюпон   |
| 1951 | ф | Цей негідник Анатоль | Ce coquin d'Anatole                 | Жермен де ла Боті    |